# Hao
Hao (o Haorangi) è un atollo appartenente al gruppo delle isole Tuamotu nella Polinesia francese, 920 km a est di Tahiti, nella parte centrale dell'arcipelago.
È il quarto più grande atollo della Polinesia dopo Rangiroa, Fakarava e Makemo.

## Geografia
L'atollo di Hao si estende su una lunghezza di 55 km e una larghezza di 14 km, con una superficie totale di 47 km² e un'altitudine massima di 3 m. La laguna, che si estende su una superficie di 720 km², è una delle più grandi della Polinesia, ma ha un solo passaggio navigabile, a Kaki, all'estremità settentrionale dell'atollo.
Il capoluogo è il villaggio di Otepa.

## Storia
Il primo europeo di cui si abbia notizia a giungere su Hao fu Pedro Fernández de Quirós nel 1606; egli battezzò questo atollo Conversion de San Pablo. Fu seguito da José Andía y Varela nel 1774.
L'esploratore francese Louis Antoine de Bougainville ne prese possesso il 23 marzo 1768.
A causa della sua forma, lo chiamò Isola dell'Arpa. In alcune mappe figura anche come Bow Island (Isola dell'Arco).
Hao è stato il primo atollo delle Isole Tuamotu che l'esploratore russo Fabian Gottlieb von Bellingshausen visitò nel 1820 a bordo delle navi Vostok e Mirni.
Il campo d'aviazione militare di Hao, ora noto come aeroporto di Hao, è stato trasferito alle autorità civili nel 2000. Questo aeroporto (codice IATA: HAO, codice ICAO: NTTO) serve molte delle più piccole isole orientali delle Tuamotu, le cui piste d'atterraggio sono troppo corte per i jet da e per Tahiti.

## Amministrazione

Bandiera del Comune di Hao

Hao forma il comune di Hao (centro principale: Otepa), che comprende anche Ahunui (disabitata), Nengo Nengo, Manuhangi (disabitata) e Paraoa (disabitata). Al censimento del 2002, la popolazione totale dell'atollo era di 1 613 abitanti.